# Ладага, Андре
Андре Луиш Крузейро Ладага (порт. André Luiz Cruzeiro Ladaga; 19 февраля 1975, Рио-де-Жанейро); также известный как Андрезиньо (порт. Andrezinho) — бразильский и азербайджанский футболист, защитник и полузащитник. Выступал за сборную Азербайджана.

## Биография
В первой половине карьеры играл за ряд клубов на родине, в том числе за «Итаперуна», «Васко да Гама», «Интернасьонал», «Флуминенсе», «Мадурейра», «Олария», «Америка» (Рио-де-Жанейро), «Анаполина». Сыграл не менее 20 матчей в Серии А.
Летом 2004 года перешёл в азербайджанский клуб «Баку». В составе клуба провёл 80 матчей в чемпионате Азербайджана и забил 6 голов. Становился чемпионом (2005/06), бронзовым призёром (2006/07), обладателем Кубка Азербайджана (2004/05). Сыграл 2 матча в отборочном турнире Лиги чемпионов. В конце карьеры провёл два матча за другой азербайджанский клуб — «Карван» (Евлах), однако почти сразу был отчислен из клуба. Также им интересовались летом 2008 года «Олимпик» и в конце 2009 года неназванный бакинский клуб.
В 2006 году принял гражданство Азербайджана и стал выступать за сборную страны, стал первым натурализованным бразильцем в сборной (чуть позже него в команде сыграли Леандро Гомес и Эрнани Перейра). Дебютный матч сыграл 2 сентября 2006 года против сборной Сербии и Черногории. Первый гол забил в своей второй игре, 6 сентября 2006 года в ворота Казахстана. Всего в 2006—2007 годах провёл 11 матчей и забил один гол.

## Достижения
- Чемпион Азербайджана: 2005/06
- Бронзовый призёр чемпионата Азербайджана: 2006/07
- Обладатель Кубка Азербайджана: 2004/05